# Lithargyrus
Lithargyrus (лат.) — род усачей трибы Acanthocinini из подсемейства ламиин.

## Описание
Коренастые жуки с булавовидными бёдрам. От близких групп отличается следующими признаками: переднегрудь с латероцентральным бугорком, передняя и задняя стороны прямые; надкрылья с центробазальным гребнем без щетинок на вершине, со срединным дорсальным валиком с гранулами, несущими щетинки.

## Классификация и распространение
В составе рода 2 вида. Встречаются в Северной и Южной Америке от Никарагуа до Боливии.
- Lithargyrus melzeri Martins & Monné, 1974[5]
- Lithargyrus guadeloupensis (Villiers, 1980)[6]
  - =Cometochus guadeloupensis Villiers, 1980